# Кириченкова криница
Кириче́нкова крини́ца (Кириче́нков исто́чник, Песча́нский исто́чник) (укр. Кириченкова криниця) — чудотворный источник, который расположен в городе Изюме Харьковской области неподалеку от Свято-Вознесенского кафедрального собора на территории Песчанского мужского монастыря УПЦ.
Одна из достопримечательностей (святых мест) Слобожанщины.
Расположен по адресу: улица Криничная, 31.

## История
Источник расположен вблизи Свято-Вознесенского кафедрального собора города Изюма Харьковской области.
Про существование источника известно уже много столетий.
Считается, что вода в нём обладает целебными свойствами. Жители города и паломники набирают воду из источника. Температура воды в источнике целый год от +6 до +8 градусов.
Существует легенда о появлении источника. Согласно преданию, в Изюмском казацком полку в 17 веке служил казак по прозвищу Кириченко. У него родился больной ребёнок, и казак постоянно молился Богу и Пресвятой Богородице о здоровье своей дочери. Он получил откровение от Бога и стал копать колодец во дворе дома. В самом начале проведения работ из-под земли забил источник, обладающий чудотворными свойствами. Его вода подарила здоровье ребёнку — девочка обрела зрение.
Существует вторая версия, которая не отрицает чудодейственных свойств родника, но немного меняет историю. Согласно ей, ребёнок был исцелён в самом доме, когда брызги родника пробились сквозь пол и оросили девушку. Усадьба казака не сохранилась до нашего времени, а вот источник сохранился.
Рядом с источником построена православная часовня-купальня «Живоносный источник», стоящая на небольшом озере.
Ежегодно источник посещают тысячи паломников. Летом часовня-купальня открыта с 6:00 до 22:00, зимой с 08:00 до 20:00.
19 января на праздник Крещения, иконы Божией Матери «Живописный источник», преполовения Пятидесятницы и мучеников Маккавеев, после совершения литургии, крестный ход из Свято-Вознесенского собора направляется к Кириченковому колодцу, чтобы освятить воду.
По состоянию на 2021 год рядом с источником построен монастырский храм Песчанской иконы Божьей Матери Песчанского мужского общежительного монастыря Песчанского мужского монастыря.
Источник расположен по адресу: улица Московская (Криничная), 31.